# Sandi Križman
Sandi Križman (* 17. August 1989 in Pula) ist ein kroatischer Fußballspieler.

## Karriere

### Verein
Križman begann seine Karriere beim NK Žminj. Zur Saison 2007/08 wechselte er zum NK Karlovac. Zur Saison 2008/09 schloss er sich dem Erstligisten HNK Rijeka an. Sein Debüt in der 1. HNL gab er im Juli 2008 gegen Dinamo Zagreb. In dreieinhalb Jahren in Rijeka absolvierte er 77 Partien in der 1. HNL für den Verein, in denen er neun Tore erzielte. Im Januar 2012 wechselte er zum Ligakonkurrenten NK Istra 1961. In zwei Jahren in Istra kam er zu 55 Erstligaeinsätzen, in denen ihm 17 Tore gelangen. Im Januar 2014 wechselte Križman nach Südkorea zu den Jeonnam Dragons. Bei den Dragons konnte er sich allerdings nicht durchsetzen und kam insgesamt nur zu acht Einsätzen in der K League 1, in denen er ohne Tor blieb. Im März 2015 kehrte er daraufhin zu Istra zurück. Dort kam er bis zum Ende der Saison 2014/15 zu zwei Einsätzen.
Zur Saison 2015/16 schloss er sich dem Ligakonkurrenten NK Slaven Belupo Koprivnica an. Für Slaven Belupo absolvierte er 19 Partien in der 1. HNL. Im August 2016 wechselte der Stürmer nach Bosnien und Herzegowina zum FK Željezničar Sarajevo. In einem halben Jahr in der bosnischen Hauptstadt kam er zu elf Einsätzen in der Premijer Liga, in denen er viermal traf. Im Februar 2017 wechselte Križman nach Slowenien zum FC Koper. Für Koper kam er bis zum Ende der Spielzeit 2016/17 zu 13 Einsätzen in der 1. SNL, dabei erzielte er vier Tore. Nach Saisonende wurde Koper allerdings die Lizenz für die 1. SNL entzogen, woraufhin er den Verein verlassen musste.
Daraufhin wechselte er zur Saison 2017/18 nach Griechenland zu AE Larisa. Für Larisa kam er zu 26 Einsätzen in der Super League, in denen er fünf Tore erzielte. Zur Saison 2018/19 wechselte er innerhalb der Liga zu PAS Ioannina. Für Ioannina absolvierte er 20 Erstligapartien, ehe er mit dem Verein zu Saisonende in die Super League 2 abstieg. In der Saison 2019/20 gelangen ihm in 17 Zweitligapartien bis zum Saisonabbruch zehn Tore, womit er maßgeblichen Anteil am direkten Wiederaufstieg des Vereins hatte. Wieder in der Super League angekommen, kam er in der Saison 2020/21 zu 21 Einsätzen.
Zur Saison 2021/22 wechselte Križman zum österreichischen Bundesligisten SCR Altach, bei dem er einen bis Juni 2023 laufenden Vertrag erhielt. In seiner ersten Saison kam er zu 16 Einsätzen in der Bundesliga, in denen er ein Tor erzielte. In der Saison 2022/23 kam er bis zur Winterpause aber nur noch für die Amateure zum Zug. Daraufhin wurde sein Vertrag im Januar 2023 aufgelöst. Nach zwei Monaten ohne Klub wechselte er im März 2023 zum unterklassigen NK Žminj, bei dem er einst seine Karriere begonnen hatte.

### Nationalmannschaft
Križman durchlief zwischen 2006 und 2009 ab der U-18 sämtliche kroatische Jugendnationalteams.